# Tienchi Martin-Liao

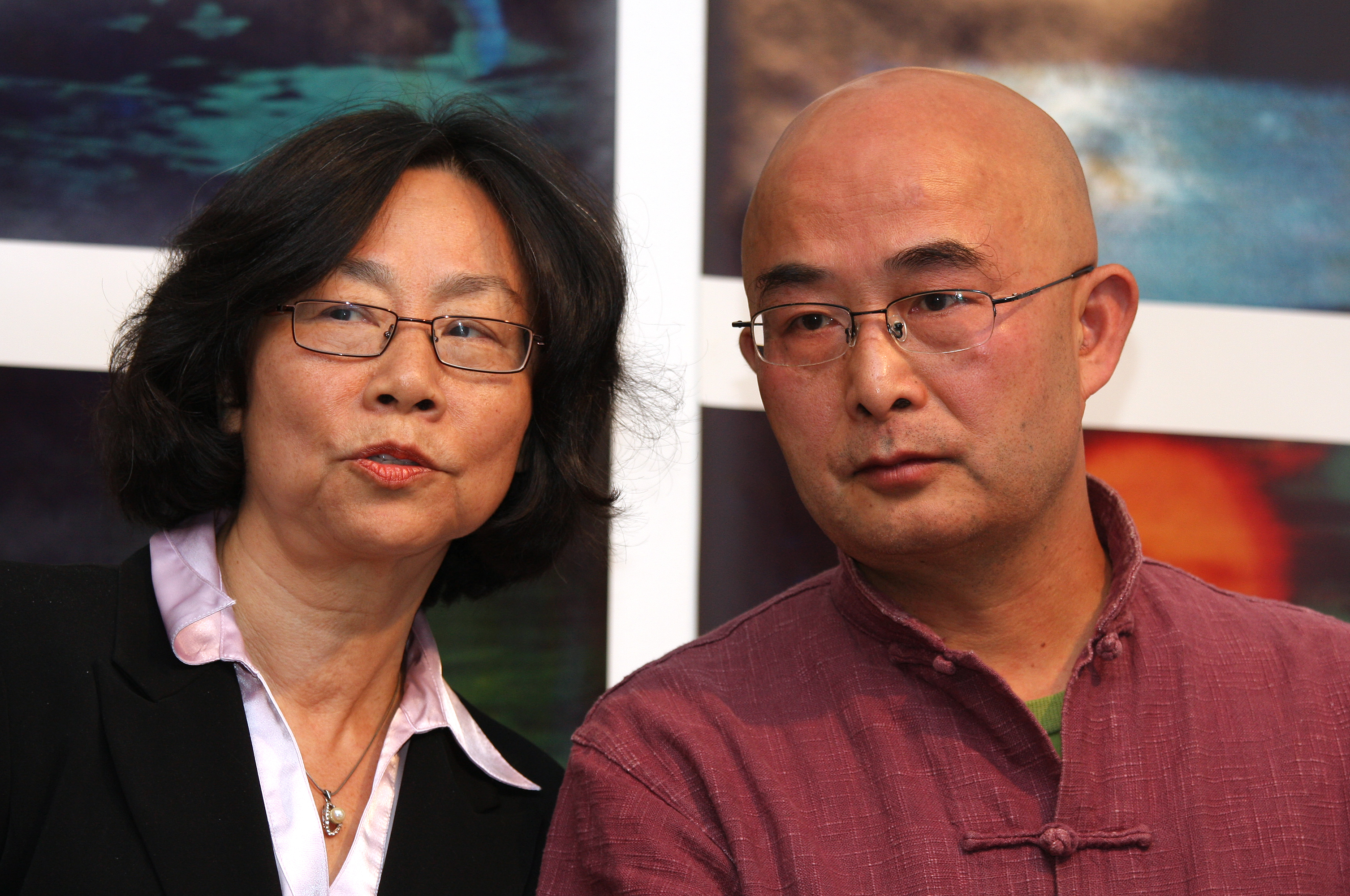
Tienchi Martin-Liao 2010 bei einer Lesung mit Liao Yiwu

Tienchi Martin-Liao (chinesisch 廖天琪, Pinyin Liào Tiānqí; * 1947 in Nanjing, China) ist eine chinesische Autorin und Übersetzerin; seit 2009 ist sie die Vorsitzende des PEN Centers in Taipei.

## Werdegang
Tienchi Liao absolvierte die Staatliche Universität Taiwan und kam in den 1970er Jahren nach Deutschland. Sie arbeitete zunächst am Institut für Asienkunde in Hamburg, bevor sie 1985 als Mitarbeiterin an die Ruhr-Universität Bochum wechselte. Von 1991 bis 2001 war sie Leiterin des Richard-Wilhelm-Übersetzungszentrums, einem von drei Übersetzungszentren für chinesische Literatur weltweit. Ab 1994 gibt sie – zunächst gemeinsam mit ihrem 1999 verstorbenen Ehemann, dem Sinologen Helmut Martin – die Buchreihe Arcus Chinatexte im Projektverlag (Bochum/Freiburg) heraus. Diese enthält Werke traditioneller chinesischer Literatur und Philosophie sowie neuere literarische Texte in deutscher Übersetzung.
Im Jahr 2001 verließ Tienchi Martin-Liao Deutschland, um in leitender Position für die Laogai Research Foundation zu arbeiten, einer von Harry Wu geleiteten gemeinnützigen Organisation, die in erster Linie zu Menschenrechtsfragen in China, besonders den Zuständen in Arbeitslagern, informiert. Während dieser Zeit gab Martin-Liao eine Biografie-Reihe über politische Gefangene in China heraus.
Martin-Liao vertritt die Laogoai-Foundation in Europa und wurde darüber hinaus 2009 zur Vorsitzenden des unabhängigen chinesischen PEN-Centers (ICPC) gewählt. Sie publiziert und kommentiert regelmäßig zu politischen, sozialen und kulturellen Themen in China.
Martin-Liao ist seit 2013 Mitglied der im Oktober 2012 eröffneten Akademie der Künste der Welt in Köln. Sie ist Mitglied im PEN Berlin.

## Publikationen (Auswahl)
- Chinesisch-deutscher Wortschatz: Politik und Wirtschaft der VR China mit Helmut Martin unter Mitarbeit von Ute Fricker, Langenscheidt 1977, ISBN 3-468-49025-9
- Phönixbaum. Moderne taiwanesische Lyrik. Deutsche Übersetzung von 5 Gedichten, mit Ricarda Daberkow (Hg.) Projektverlag Bochum, 2000, ISBN 3-89733-058-X
- Helmut Martin: Das kulturelle China und die Chinawissenschaften. Aufsätze 1996 – 1999. Texte aus dem Nachlass. Hrsg. von Christiane Hammer und Tienchi Martin-Liao Bochum, Projektverlag 2001 (Chinabilder VII), ISBN 3-89733-061-X